# すっごいFEVER!/Wake-up Call〜目覚めるとき〜/Neverending Shine
「すっごいFEVER!/Wake-up Call〜目覚めるとき〜/Neverending Shine」（すっごいフィーバー!/ウェイクアップ・コール〜めざめるとき〜/ネバーエンディング・シャイン）は、2023年10月25日にアップフロントワークス（zetimaレーベル）から発売されたモーニング娘。の73枚目のシングル。「モーニング娘。'23」（モーニングむすめ。トゥースリー）名義でのリリース。

## 構成
- 17期メンバーである井上春華、弓桁朱琴初参加シングル[注 1]。
- 9期メンバー譜久村聖ラスト参加シングル。
- 星部ショウ提供楽曲が収録されるのは、64枚目のシングル『弩級のゴーサイン』以来9作ぶりとなる[注 2]。

### すっごいFEVER!
- つんく♂がコロナ禍以前に制作していた楽曲だが、一度制作がストップしていた。その後、譜久村の卒業シングル用の楽曲として起用され、曲・歌詞・アレンジを修正して完成に至った。
- 曲中では松原憲による低音ボイスが使用されている。
- 楽曲が完成した時点でのタイトルは「Fever Whenever 上等」だったが、タイトルが分かりづらい上、松原による「すっごい〜!」のコーラスが印象的だっため、現在のタイトルに変更された。

### Wake-up Call〜目覚めるとき〜
- 星部ショウと大久保薫の合作による楽曲であり、大久保がモーニング娘。の楽曲の作曲を提供するのは本作が初となる。ただし、大久保がモーニング娘。の楽曲の作曲に単独で提供するのは次回作「最KIYOU」で実現することとなる。
- 星部と大久保が2022年秋に「いつか一緒に曲を作りましょう!」と約束した後、2023年春に楽曲の制作を依頼された星部が大久保に連絡して制作が開始された。
- 歌詞には過去の楽曲に関連したフレーズが含まれている。

### Neverending Shine
- 譜久村の卒業記念ソング。ほぼ全編が譜久村によるソロ歌唱となっており、アーティスト名義が「モーニング娘。'23 feat. 譜久村聖」となっている。
- 「自分がもう一人いたら」という想定で歌詞が書かれている。

## リリース
初回生産限定盤A・B・C・SP・通常盤A・B・Cの7形態で発売され、このうち初回生産限定盤A・B・C・SPにはBlu-ray Discが封入される。初回生産限定盤SPには、2023年4月30日に千葉市蘇我スポーツ公園で開催された『JAPAN JAM 2023』のモーニング娘。'23のライブ映像が収録されている。初回仕様の全ての通常盤にはトレーディングカード（通常盤A：「すっごいFEVER!」衣裳のソロ14種+集合1種よりランダムにて1枚、通常盤B：「Wake-up Call〜目覚めるとき〜」衣裳のソロ14種+集合1種よりランダムにて1枚、通常盤C：「Neverending Shine」衣裳のソロ14種+集合1種よりランダムにて1枚）が封入されている。

## 収録曲

### CD（全盤共通）
| #         | タイトル                                                | 作詞       | 作曲                  | 編曲       | 時間  |
| --------- | ------------------------------------------------------- | ---------- | --------------------- | ---------- | ----- |
| 1.        | 「すっごいFEVER!」                                      | つんく     | つんく                | 平田祥一郎 | 4:37  |
| 2.        | 「Wake-up Call〜目覚めるとき〜」                        | 星部ショウ | 大久保薫 / 星部ショウ | 大久保薫   | 4:10  |
| 3.        | 「Neverending Shine」(モーニング娘。'23 feat. 譜久村聖) | つんく     | つんく                | 神谷礼     | 4:38  |
| 4.        | 「すっごいFEVER!」(Instrumental)                        |            |                       |            | 4:37  |
| 5.        | 「Wake-up Call〜目覚めるとき〜」(Instrumental)          |            |                       |            | 4:11  |
| 6.        | 「Neverending Shine」(Instrumental)                     |            |                       |            | 4:40  |
| 合計時間: | 合計時間:                                               | 合計時間:  | 合計時間:             | 合計時間:  | 26:53 |

| #         | タイトル                            | 作詞  | 作曲・編曲 | 時間 |
| --------- | ----------------------------------- | ----- | ---------- | ---- |
| 1.        | 「すっごいFEVER!」(Music Video)     |       |            | 5:12 |
| 2.        | 「すっごいFEVER!」(Dance Shot Ver.) |       |            | 4:38 |
| 3.        | 「すっごいFEVER!」(メイキング映像)  |       |            | 9:27 |
| 合計時間: | 合計時間:                           | 19:17 |            |      |

| #         | タイトル                                          | 作詞  | 作曲・編曲 | 時間  |
| --------- | ------------------------------------------------- | ----- | ---------- | ----- |
| 1.        | 「Wake-up Call〜目覚めるとき〜」(Music Video)     |       |            | 4:44  |
| 2.        | 「Wake-up Call〜目覚めるとき〜」(Dance Shot Ver.) |       |            | 4:10  |
| 3.        | 「Wake-up Call〜目覚めるとき〜」(メイキング映像)  |       |            | 15:06 |
| 合計時間: | 合計時間:                                         | 24:00 |            |       |

| #         | タイトル                               | 作詞  | 作曲・編曲 | 時間 |
| --------- | -------------------------------------- | ----- | ---------- | ---- |
| 1.        | 「Neverending Shine」(Music Video)     |       |            | 5:24 |
| 2.        | 「Neverending Shine」(Dance Shot Ver.) |       |            | 4:52 |
| 3.        | 「Neverending Shine」(メイキング映像)  |       |            | 9:02 |
| 合計時間: | 合計時間:                              | 19:18 |            |      |

| #         | タイトル                                  | 作詞  | 作曲・編曲 | 時間 |
| --------- | ----------------------------------------- | ----- | ---------- | ---- |
| 1.        | 「OPENING」                               |       |            | 0:52 |
| 2.        | 「リゾナント ブルー」                     |       |            | 3:33 |
| 3.        | 「Ambitious! 野心的でいいじゃん」         |       |            | 3:10 |
| 4.        | 「MC」                                    |       |            | 0:22 |
| 5.        | 「シャボン玉」                            |       |            | 2:57 |
| 6.        | 「青春Night」                             |       |            | 2:41 |
| 7.        | 「この地球の平和を本気で願ってるんだよ!」 |       |            | 3:33 |
| 8.        | 「Happy birthday to Me!」                 |       |            | 3:01 |
| 9.        | 「わがまま 気のまま 愛のジョーク」        |       |            | 2:56 |
| 10.       | 「MC」                                    |       |            | 0:25 |
| 11.       | 「One・Two・Three(updated)」              |       |            | 2:05 |
| 12.       | 「そうだ! We're ALIVE(updated)」          |       |            | 1:33 |
| 13.       | 「Help me!!(updated)」                    |       |            | 2:15 |
| 14.       | 「恋愛ハンター(updated)」                 |       |            | 2:05 |
| 15.       | 「恋愛レボリュ－ション21(updated)」       |       |            | 3:24 |
| 16.       | 「MC」                                    |       |            | 0:06 |
| 17.       | 「涙ッチ」                                |       |            | 4:15 |
| 合計時間: | 合計時間:                                 | 39:13 |            |      |

| #         | タイトル               | 作詞 | 作曲・編曲 | 時間 |
| --------- | ---------------------- | ---- | ---------- | ---- |
| 1.        | 「バックステージ映像」 |      |            | 6:50 |
| 合計時間: | 合計時間:              | 6:50 |            |      |

## タイアップ
すっごいFEVER!
- 山口放送「KRY Morning Up」10時台エンディング曲[6]。
- 長崎国際テレビ「AIR」11月度オープニング曲[6]。
- TVh「スイッチン!」11月度エンディングテーマ[7]。

Wake-up Call〜目覚めるとき〜
- TBSテレビ（関東ローカル・TBS FREE・TVer限定）『ふるさとの未来』2023年10月度エンディングテーマ。
- テレビ東京『ハロドリ。』2023年10月度エンディングテーマ。
- FM FUJI 10月度パワープレイ「Sound Forest」[6]。
- ラジオ日本 10月度パワープレイ「パワーチューン」[6]。

## リリース日一覧
| 地域 | リリース日     | レーベル               | 規格                                              | カタログ番号                      |
| ---- | -------------- | ---------------------- | ------------------------------------------------- | --------------------------------- |
| 日本 | 2023年10月25日 | zetima/ UP-FRONT WORKS | CDマキシシングル+Blu-ray Disc                     | EPCE-7788〜89（初回生産限定盤A）  |
| 日本 | 2023年10月25日 | zetima/ UP-FRONT WORKS | CDマキシシングル+Blu-ray Disc                     | EPCE-7790〜91（初回生産限定盤B）  |
| 日本 | 2023年10月25日 | zetima/ UP-FRONT WORKS | CDマキシシングル+Blu-ray Disc                     | EPCE-7792〜93（初回生産限定盤C）  |
| 日本 | 2023年10月25日 | zetima/ UP-FRONT WORKS | CDマキシシングル+Blu-ray Disc                     | EPCE-7794〜95（初回生産限定盤SP） |
| 日本 | 2023年10月25日 | zetima/ UP-FRONT WORKS | CDマキシシングル                                  | EPCE-7796（通常盤A）              |
| 日本 | 2023年10月25日 | zetima/ UP-FRONT WORKS | CDマキシシングル                                  | EPCE-7797（通常盤B）              |
| 日本 | 2023年10月25日 | zetima/ UP-FRONT WORKS | CDマキシシングル                                  | EPCE-7798（通常盤C）              |
| 日本 | 2023年10月25日 | zetima/ UP-FRONT WORKS | ダウンロードシングル （LC-AAC 44.1kHz/16bit）     | EPCE-7796（通常盤Aに準拠）        |
| 日本 | 2023年10月25日 | zetima/ UP-FRONT WORKS | ハイレゾダウンロードシングル （FLAC 96kHz/24bit） | EPCE-7796-HR（通常盤Aに準拠）     |

## 参加メンバー
- 9期：譜久村聖、生田衣梨奈
- 10期：石田亜佑美
- 11期：小田さくら
- 12期：野中美希、牧野真莉愛、羽賀朱音
- 13期：横山玲奈
- 15期：北川莉央、岡村ほまれ、山﨑愛生
- 16期：櫻井梨央
- 17期：井上春華、弓桁朱琴